# Largo de São Domingos

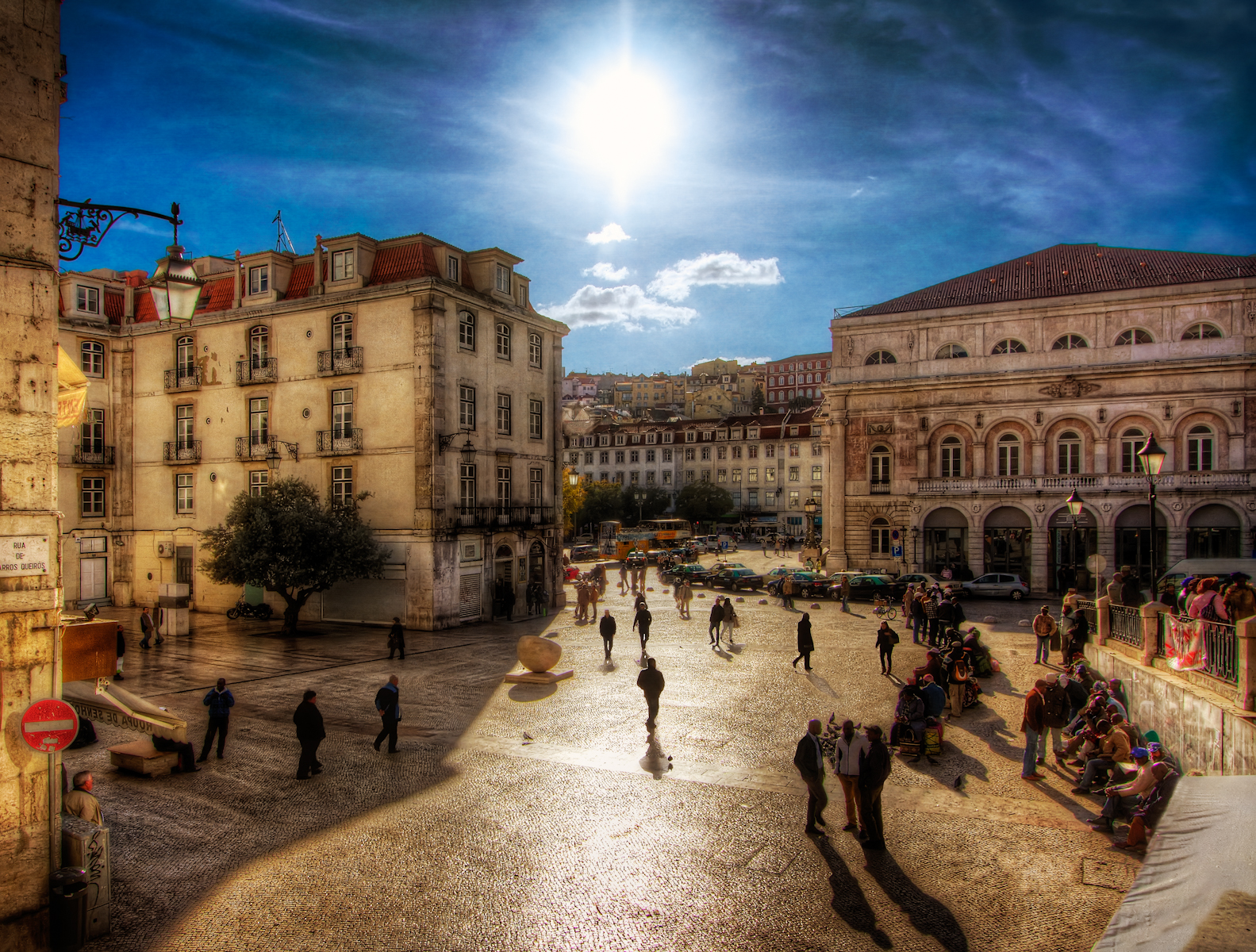
Largo de São Domingos

O Largo de São Domingos pertence à freguesia de Arroios (anteriormente Pena), situando-se no interior das antigas muralhas fernandinas de Lisboa.
É um tradicional ponto de encontro de estrangeiros, nomeadamente muitos africanos de origem das ex-províncias do Ultramar Português. Pode provar-se a célebre ginjinha, já que existe com taberna aí aberta desde o ano de 1840.
Nele temos também a Igreja de São Domingos que fazia parte do Convento de São Domingos de Lisboa, fundado em 1242, que terá dado o nome ao largo. Assim como está a entrada do Palácio de São Domingos que tem por maior referência o facto de, no seu interior, ter vivido Dom Antão de Almada, que dá nome à rua que parte deste local para a Praça da Figueira, que aí se terá reunido com os Quarenta Conjurados nos dias que antecederam a revolta do 1.º de Dezembro de 1640. Ambos os edifícios estão classificados como Monumentos Nacionais.
Aí existe igualmente um monumento muito mais recente, inaugurado a 23 de abril de 2008, que faz referência à capital de Portugal como sendo a "Lisboa, Cidade da Tolerância", escrita em 34 línguas, no qual a Sé Patriarcal de Lisboa homenageia o Judaísmo, pedindo perdão pela eventual culpa por não ter sido capaz de travar o Massacre de Lisboa de 1506.